# پیتر هوروات
پیتر هوروات (به انگلیسی: Péter Horváth) (زادهٔ ۳۰ اوت ۱۹۷۴) شناگر اهل مجارستان است.